# Princesa do Solimões EC
Az Princesa do Solimões Esporte Clube, egy brazil labdarúgócsapat, melyet 1971. augusztus 18-án Manacapuruban hoztak létre. A csapat az Amazonense bajnokság első osztályában szerepel.

## Sikerlista

### Állami
- 1-szeres Amazonense bajnok: 2013

## Játékoskeret
2014-ben
| #  |     | Poszt | Név            |
| -- | --- | ----- | -------------- |
| 1  | BRA | K     | Paulo Wanzeler |
| 22 | BRA | K     | Paulo Henrique |
| 2  | BRA | V     | Clemilton      |
| 3  | BRA | V     | Lídio          |
| 14 | BRA | V     | Flávio         |
| 7  | BRA | V     | Paulão         |
| 13 | BRA | V     | Deurick        |
| 6  | BRA | V     | Alberto        |
| 4  | BRA | KP    | Amaral         |
| 5  | BRA | KP    | Rondinelle     |
| 15 | BRA | KP    | He-Man         |

| #  |     | Poszt | Név               |
| -- | --- | ----- | ----------------- |
| 23 | BRA | KP    | Piru              |
| 12 | BRA | KP    | Joelson           |
| 16 | BRA | KP    | Thiago Brandão    |
| 17 | BRA | KP    | Delciney          |
| 9  | BRA | CS    | Somália           |
| 10 | BRA | CS    | Marinelson        |
| 11 | BRA | CS    | Michell Parintins |
| 19 | BRA | CS    | Branco            |
| 20 | BRA | CS    | Neto Cabeção      |
| 21 | BRA | CS    | Edinho Canutama   |